# Kosmos 95
Kosmos 95 – radziecki satelita technologiczny typu DS-U2-V, będący częścią programu Dniepropetrowsk Sputnik (DS). Służył do przeprowadzania eksperymentów technologicznych na rzecz radzieckich sił zbrojnych. Satelita został zbudowany przez zakłady KB Jużnoje. Został wyniesiony na niską orbitę okołoziemską przez rakietę nośną Kosmos 63S1 startującą z kosmodromu Kapustin Jar 4 listopada 1965 roku. Po znalezieniu się na orbicie otrzymał oznaczenie COSPAR 1965-088A. Satelita zakończył swoją misję 4 listopada 1965 roku i spłonął w górnych warstwach atmosfery 18 stycznia 1966 roku.